# Воробьёво (Иркутская область)
Воробьёво — деревня в Братском районе Иркутской области России. Входит в состав Тангуйского муниципального образования. Находится на берегу залива Тангуй Братского водохранилища, примерно в 83 км к юго-юго-западу (SSW) от районного центра, города Братска.

## Население
По данным Всероссийской переписи, в 2010 году численность населения деревни составляла 10 человек (6 мужчин и 4 женщины).
| 2002 | 2010 | 2011 | 2012 |
| ---- | ---- | ---- | ---- |
| 16   | ↘10  | →10  | ↘8   |